# Malawi nos Jogos Olímpicos de Verão de 2012
Malawi competiu nos Jogos Olímpicos de Verão de 2012, que aconteceram na cidade de Londres, no Reino Unido, de 27 de julho até 12 de agosto de 2012.

## Atletismo

### Masculino
| Atleta      | Evento   | Fase de grupo | Fase de grupo | Quartas de final | Quartas de final | Semifinal | Semifinal | Final     | Final   |
| Atleta      | Evento   | Resultado     | Posição       | Resultado        | Posição          | Resultado | Posição   | Resultado | Posição |
| ----------- | -------- | ------------- | ------------- | ---------------- | ---------------- | --------- | --------- | --------- | ------- |
| Mike Tebulo | Maratona | —             | —             | —                | —                | —         | —         | 2:19.11   | 44      |

### Feminino
| Atleta            | Evento | Fase de grupo | Fase de grupo | Quartas de final | Quartas de final | Semifinal   | Semifinal   | Final       | Final       |
| Atleta            | Evento | Resultado     | Posição       | Resultado        | Posição          | Resultado   | Posição     | Resultado   | Posição     |
| ----------------- | ------ | ------------- | ------------- | ---------------- | ---------------- | ----------- | ----------- | ----------- | ----------- |
| Ambwene Simukonda | 400m   | 54.20         | 5             | —                | —                | Não avançou | Não avançou | Não avançou | Não avançou |

## Natação

### Feminino
| Atleta          | Evento     | Fase de grupos | Fase de grupos | Semifinal   | Semifinal   | Final       | Final       |
| Atleta          | Evento     | Resultado      | Posição        | Resultado   | Posição     | Resultado   | Posição     |
| --------------- | ---------- | -------------- | -------------- | ----------- | ----------- | ----------- | ----------- |
| Joyce Tafatatha | 50 m livre | 27.74          | 46             | Não avançou | Não avançou | Não avançou | Não avançou |